# Lista de prefeitos do Piauí por mandatos exercidos
Conforme os arquivos do Tribunal Regional Eleitoral do Piauí e do Tribunal Superior Eleitoral, segue a relação dos prefeitos com o maior número de mandatos em solo piauiense sendo que, para figurar neste rol, estabeleceu-se o mínimo de três mandatos.

## Prefeitos eleitos no Piauí
Lista montada a partir de pelo menos três eleições diretas para prefeito a partir de 1948, sejam ordinárias ou suplementares sendo que mudanças por nomeação, cassação, renúncia ou morte do titular serão tratadas conforme a disponibilidade de fontes com a ressalva que Teresina e Guadalupe tiveram seus prefeitos indicados por Brasília durante o Regime Militar de 1964 com a observação que somente em 1985 foi restaurada a eleição direta para prefeito nessas cidades.

### Seis mandatos
| Município                   | Prefeito eleito              | Ano da eleição                     |
| --------------------------- | ---------------------------- | ---------------------------------- |
| Itaueira                    | Quirino de Alencar Avelino   | 1972, 1992, 2000, 2004, 2012, 2016 |
| Jatobá do Piauí Campo Maior | João Felix de Andrade Filho  | 1996, 2000 2004, 2008, 2020, 2024  |
| Porto                       | Domingos Bacelar de Carvalho | 1988, 1996, 2000, 2008, 2016, 2020 |
| São Félix do Piauí          | José Jailson Pio             | 1982, 1992, 2004, 2008, 2016, 2020 |

### Cinco mandatos
| Município            | Prefeito eleito                               | Ano da eleição               |
| -------------------- | --------------------------------------------- | ---------------------------- |
| Bonfim do Piauí      | Paulo Henrique Ribeiro                        | 1996, 2000, 2008, 2012, 2024 |
| Castelo do Piauí     | José Ismar Lima Martins                       | 1982, 1992, 2000, 2004, 2012 |
| Elesbão Veloso       | José Ronaldo Gomes Barbosa                    | 2000, 2004, 2012, 2016, 2024 |
| Francisco Santos     | Maria Carleusa dos Santos Batista de Carvalho | 1972, 1982, 1992, 2000, 2004 |
| Ipiranga do Piauí    | José Santos Rego                              | 1982, 1992, 2000, 2012, 2016 |
| Landri Sales         | Alcino Pereira de Sá                          | 1972, 1982, 1992, 2000, 2004 |
| Marcos Parente       | Manoel Emídio de Oliveira                     | 1964, 1970, 1976, 2008, 2012 |
| Milton Brandão       | Francisco Evangelista Resende                 | 1996, 2000, 2008, 2020, 2024 |
| Palmeira do Piauí    | João da Cruz Rosal da Luz                     | 1988, 2004, 2008, 2016, 2020 |
| Piripiri             | Luiz Cavalcante e Menezes                     | 1982, 1996, 2000, 2008, 2016 |
| São Luís do Piauí    | Raimundo Renato Vicente de Araújo Sousa       | 2000, 2004, 2012, 2016, 2024 |
| São Miguel do Tapuio | José Lincoln Sobral Matos                     | 1982, 2000, 2004, 2012, 2016 |
| Simões               | Joaquim José Valdeci de Carvalho              | 1972, 1982, 1992, 2000, 2004 |
| Simplício Mendes     | Heli de Araújo Moura Fé                       | 1982, 1996, 2000, 2012, 2016 |

### Quatro mandatos
| Município                               | Prefeito eleito                                    | Ano da eleição                                |
| --------------------------------------- | -------------------------------------------------- | --------------------------------------------- |
| Alvorada do Gurgueia                    | Luís Ribeiro Martins                               | 2000, 2004, 2012, 2016                        |
| Anísio de Abreu                         | Abmerval Gomes Dias                                | 1976, 1988, 1996, 2000                        |
| Antônio Almeida                         | João Batista Cavalcante Costa                      | 2000, 2004, 2012, 2016                        |
| Batalha                                 | Antônio Machado Melo                               | 1958, 1966, 1972, 1982                        |
| Belém do Piauí                          | Ademar Aluísio de Carvalho                         | 2004, 2008, 2016, 2020                        |
| Bom Jesus                               | Adelmar Moreno Benvindo                            | 1970, 1976, 1988, 1996                        |
| Buriti dos Montes                       | José Valmi Soares                                  | 2000, 2004, 2012, 2016                        |
| Campinas do Piauí                       | Avelar de Araújo Moura Fé                          | 1982, 1992, 2000, 2004                        |
| Campo Alegre do Fidalgo                 | Israel Odílio da Mata                              | 2004, 2008, 2016, 2020                        |
| Canavieira Bertolínia                   | José Donato de Araújo Neto                         | 1992, 2000, 2004 2008                         |
| Caraúbas do Piauí                       | Manoel Pacheco Neto                                | 1996, 2000, 2008, 2012                        |
| Cristino Castro                         | Petrônio Martins Falcão                            | 1972, 1982, 1992, 2000                        |
| Curimatá                                | Valdecir Rodrigues de Albuquerque Júnior           | 2000, 2004, 2016, 2020                        |
| Floriano                                | Joel Rodrigues da Silva                            | 2004, 2008, 2016, 2020                        |
| Francisco Ayres                         | Benedito Wilson de Sousa                           | 1982, 1992, 2000, 2004                        |
| Fronteiras                              | Eudes Agripino Ribeiro                             | 2011, 2012, 2020, 2024                        |
| Inhuma                                  | Alilo de Sousa Leal                                | 1982, 1992, 2000, 2004                        |
| Joaquim Pires                           | Genival Bezerra da Silva                           | 2004, 2008, 2016, 2020                        |
| Joca Marques Luzilândia                 | Janaína Pinto Marques                              | 1996, 2000 2004, 2008                         |
| Jurema Anísio de Abreu                  | Auricélio Ribeiro                                  | 1996, 2000 2004, 2008                         |
| Manoel Emídio                           | Josenildo Leal Moreira                             | 1988, 1996, 2000, 2012                        |
| Miguel Leão                             | Edna Arêa Leão                                     | 1970, 1976, 1996, 2000                        |
| Monsenhor Hipólito                      | Zenon de Moura Bezerra                             | 1992, 2004, 2008, 2016                        |
| Monte Alegre do Piauí Santa Filomena    | Esdras Avelino Filho                               | 1996, 2000 2008, 2012                         |
| Olho d'Água do Piauí                    | Antônio Francisco dos Santos Antônio Leal da Silva | 1996, 2000, 2012, 2016 2004, 2008, 2020, 2024 |
| Paes Landim                             | José Cipriano de Sousa Lira                        | 1982, 1992, 2000, 2004                        |
| Parnaguá                                | Miguel Omar Barreto Rissi                          | 1992, 2000, 2004, 2024                        |
| Pedro II                                | Alvimar Oliveira de Andrade                        | 2004, 2008, 2016, 2020                        |
| Pio IX                                  | José Ferreira de Alencar Mota                      | 1948, 1954, 1962, 1972                        |
| Piracuruca                              | Raimundo Alves Filho                               | 1996, 2000, 2012, 2016                        |
| Porto Alegre do Piauí                   | Márcio Neiva Martins                               | 2004, 2008, 2016, 2020                        |
| Prata do Piauí                          | Antônio Maria da Silva                             | 1962, 1970, 1976, 1988                        |
| Redenção do Gurgueia                    | Moaci da Rocha Amorim                              | 1982, 1992, 2004, 2008                        |
| Regeneração                             | Eduardo Alves Carvalho                             | 2008, 2012, 2020, 2024                        |
| Rio Grande do Piauí                     | Antônio Luís da Costa Feitosa                      | 1988, 1996, 2000, 2024                        |
| Santa Luz                               | Cidelton da Cunha Pinheiro                         | 1988, 1996, 2000, 2016                        |
| São João da Canabrava                   | Elson Silva de Sousa                               | 2008, 2012, 2020, 2024                        |
| São João da Serra                       | João Francisco Gomes da Rocha                      | 2008, 2012, 2020, 2024                        |
| São João da Varjota                     | Raimundo Nonato Barbosa                            | 1996, 2000, 2008, 2012                        |
| São José do Peixe São Miguel do Fidalgo | Cristóvão Dias de Oliveira                         | 1988, 2000 2012, 2016                         |
| São José do Peixe                       | Iracema Soares Neves Santos                        | 1982, 1996, 2004, 2008                        |
| São Raimundo Nonato Dom Inocêncio       | Manoel Lira Parente                                | 1954 1988, 1996, 2004                         |
| Teresina                                | Firmino da Silveira Soares Filho                   | 1996, 2000, 2012, 2016                        |
| União                                   | Gustavo Conde Medeiros                             | 2004, 2012, 2020, 2024                        |
| Uruçuí                                  | José Ribamar Coelho                                | 1958, 1966, 1972, 1982                        |
| Valença do Piauí                        | Francisco de Assis Alcântara                       | 1988, 1996, 2004, 2008                        |

### Três mandatos
| Município                             | Prefeito eleito                                                         | Ano da eleição                                     |
| ------------------------------------- | ----------------------------------------------------------------------- | -------------------------------------------------- |
| Acauã                                 | Reginaldo Raimundo Rodrigues                                            | 2012, 2016, 2024                                   |
| Água Branca                           | João Luiz Lopes de Souza                                                | 1988, 2004, 2008                                   |
| Alagoinha do Piauí                    | Braz José Neto Pedro Otacílio de Sousa Moura                            | 1988, 2000, 2004 2011, 2012, 2024                  |
| Alegrete do Piauí                     | Francisco Edilton Alencar Márcio William Maia de Alencar                | 1992, 2000, 2004 2012, 2016, 2024                  |
| Alto Longá                            | Martinho Vieira Gomes                                                   | 1962, 1976, 1988                                   |
| Altos                                 | José Batista Fonseca                                                    | 1988, 2004, 2008                                   |
| Angical do Piauí                      | Raimundo Luís Soares Vilarinho                                          | 1988, 1996, 2000                                   |
| Aroazes                               | Manoel Portela de Carvalho                                              | 1970, 1982, 1996                                   |
| Baixa Grande do Ribeiro               | Ozires Castro Silva Aldi Borges dos Santos                              | 1992, 2012, 2016 1996, 2004, 2008                  |
| Barra d'Alcântara                     | Mardônio Soares Lopes                                                   | 2008, 2020, 2024                                   |
| Barras                                | Edilson Servolo de Sousa                                                | 2012, 2020, 2024                                   |
| Barro Duro                            | Joel Rodrigues Pessoa Elói Pereira de Sousa Francisco Alves Pereira     | 1966, 1972, 1996 1982, 2020, 2024 2000, 2004, 2012 |
| Batalha                               | Antônio Lages Alves João Messias Freitas Melo                           | 1988, 2000, 2004 1996, 2001, 2016                  |
| Bela Vista do Piauí                   | Eloísio Raimundo Coelho                                                 | 2000, 2004, 2016                                   |
| Beneditinos                           | Francisco Edval Campelo Almendra                                        | 1988, 1996, 2004                                   |
| Bertolínia                            | Antônio José de Sousa Martins                                           | 1982, 1992, 2000                                   |
| Bocaina                               | Gilberto Leal de Barros                                                 | 1988, 1996, 2000                                   |
| Bom Jesus                             | Marcos Antônio Parente Elvas Coelho                                     | 2000, 2012, 2016                                   |
| Bom Princípio do Piauí                | José Leandro Filho Francisco Apolinário Costa Moraes                    | 1992, 2000, 2004 2012, 2016, 2024                  |
| Brasileira                            | Francisco de Assis Amado Costa Carmen Gean Veras de Meneses             | 1992, 2004, 2008 2012, 2019, 2020                  |
| Brejo do Piauí                        | Edson Ribeiro da Costa                                                  | 2004, 2008, 2016                                   |
| Buriti dos Lopes                      | Antônio Ribeiro Tavares                                                 | 1976, 1996, 2000                                   |
| Cabeceiras do Piauí                   | José Arimateia Veloso Machado                                           | 1992, 2000, 2004                                   |
| Cajueiro da Praia                     | Girvaldo Albuquerque da Silva                                           | 2004, 2008, 2016                                   |
| Campo Grande do Piauí                 | João Batista de Oliveira Francisco José Bezerra                         | 2004, 2008, 2016 2012, 2020, 2024                  |
| Canavieira                            | Joan de Albuquerque Rocha                                               | 2008, 2016, 2020                                   |
| Canto do Buriti                       | Heli Carvalho Cronemberger Nilmar Valente de Figueiredo                 | 1958, 1970, 1976 1982, 2004, 2008                  |
| Capitão de Campos                     | José Monte de Rezende                                                   | 1958, 1966, 1976                                   |
| Capitão Gervásio Oliveira             | Agapito Coelho da Luz                                                   | 1996, 2000, 2008                                   |
| Cocal                                 | José Maria da Silva Monção                                              | 1992, 2000, 2004                                   |
| Cocal dos Alves                       | João de Brito Cardoso                                                   | 1996, 2000, 2008                                   |
| Colônia do Piauí                      | Lúcia de Fátima Barroso Moura de Abreu Sá                               | 2004, 2008, 2016                                   |
| Cristalândia do Piauí                 | Moisés da Cunha Lemos Ariano Messias Nogueira Paranaguá                 | 1988, 1996, 2000 2006, 2008, 2016                  |
| Demerval Lobão                        | Luís Gonzaga de Carvalho Júnior                                         | 2012, 2016, 2024                                   |
| Dom Expedito Lopes                    | José Belo de Sousa                                                      | 1964, 1972, 1988                                   |
| Elesbão Veloso                        | Manoel da Silva Moura                                                   | 1982, 1992, 2008                                   |
| Eliseu Martins                        | Marcos Aurélio Guimarães de Araújo                                      | 2012, 2016, 2024                                   |
| Flores do Piauí                       | Cassiano Rodrigues de Barros                                            | 1970, 1976, 1996                                   |
| Floriano                              | Manoel Simplício da Silva José Leão Azevedo de Carvalho                 | 1972, 1982, 1992 1988, 1996, 2000                  |
| Francisco Macedo                      | Raimundo Nonato de Alencar                                              | 1996, 2000, 2016                                   |
| Francisco Santos                      | José Edson de Carvalho                                                  | 2008, 2012, 2024                                   |
| Fronteiras                            | Osmar Sousa José Aquiles de Sousa Filho                                 | 1988, 1996, 2008 1992, 2000, 2004                  |
| Gilbués                               | Euvaldo Carlos Rocha da Cunha                                           | 1992, 2000, 2004                                   |
| Guadalupe                             | João Luís da Rocha                                                      | 1985, 1992, 2004                                   |
| Hugo Napoleão                         | Edmundo Rodrigues Alves                                                 | 1966, 1982, 1992                                   |
| Isaías Coelho                         | João de Moura Carvalho                                                  | 1972, 1982, 1992                                   |
| Itainópolis Vera Mendes               | José de Andrade Maia                                                    | 1982 2004, 2008                                    |
| Itainópolis                           | Raimundo Nonato de Andrade Maia                                         | 1992, 2004, 2008                                   |
| Itaueira                              | Osmundo de Moraes Andrade                                               | 1988, 2020, 2024                                   |
| Jaicós                                | Antônio Crisanto de Sousa Neto                                          | 1988, 1996, 2000                                   |
| Jerumenha                             | Afonso Henrique Alves Pinto                                             | 1992, 2000, 2004                                   |
| João Costa                            | Gilson Castro de Assis                                                  | 2012, 2016, 2024                                   |
| Joaquim Pires                         | Antônio da Silva Ramos                                                  | 1970, 1976, 1988                                   |
| Júlio Borges                          | Raimundo Ribeiro de Carvalho                                            | 1996, 2000, 2008                                   |
| Lagoinha do Piauí                     | Alcione Barbosa Viana                                                   | 2004, 2008, 2016                                   |
| Luís Correia                          | Antônio de Pádua da Costa Lima                                          | 1972, 1982, 1992                                   |
| Luzilândia                            | Raimundo Nonato Marques                                                 | 1976, 1988, 1996                                   |
| Manoel Emídio                         | José Medeiros da Silva                                                  | 2004, 2008, 2016                                   |
| Marcos Parente                        | Pedro Nunes de Sousa Juraci Alves Guimarães Rodrigues                   | 1982, 1992, 2016 1988, 2000, 2004                  |
| Matias Olímpio                        | Augusto César Alves Maia Antônio Rodrigues Sobrinho                     | 1982, 1992, 2000 1996, 2004, 2012                  |
| Monsenhor Hipólito                    | Manoel Alves Bezerra José Ayrton Bezerra                                | 1962, 1970, 1976 1988, 1996, 2000                  |
| Morro do Chapéu do Piauí              | Marilda Nogueira Rebelo Sales                                           | 1996, 2000, 2012                                   |
| Monte Alegre do Piauí                 | Amando Gomes da Silva                                                   | 1958, 1982, 1992                                   |
| Nossa Senhora de Nazaré               | José Henrique de Oliveira Alves                                         | 2012, 2020, 2024                                   |
| Nossa Senhora dos Remédios            | José Alexandre Bacelar de Carvalho Sobrinho                             | 1992, 2000, 2016                                   |
| Novo Oriente do Piauí                 | Raimundo Rodrigues Sobreira                                             | 1962, 1972, 1982                                   |
| Paes Landim                           | Raimundo Moraes de Moura                                                | 1963, 1966, 1972                                   |
| Pajeú do Piauí                        | Francisco Rodrigues Piauilino                                           | 1996, 2004, 2008                                   |
| Palmeirais                            | Paulo César Vilarinho Soares                                            | 1996, 2000, 2012                                   |
| Parnaguá Riacho Frio                  | Onofre Antunes Mascarenhas                                              | 1966, 1982 2004                                    |
| Parnaíba                              | José Hamilton Furtado Castelo Branco Francisco de Assis de Moraes Souza | 1992, 2004, 2008 1988, 2016, 2020                  |
| Passagem Franca do Piauí              | Domingos Farias dos Santos                                              | 1992, 2000, 2004                                   |
| Patos do Piauí                        | Aluizio Coelho dos Reis                                                 | 1992, 2000, 2004                                   |
| Pau d'Arco do Piauí                   | Antônio Milton de Abreu Passos                                          | 2011, 2012, 2024                                   |
| Paulistana                            | Luís Coelho da Luz Filho                                                | 1996, 2004, 2008                                   |
| Pedro II                              | Tomaz Café de Oliveira Valmir Rodrigues Café de Oliveira                | 1966, 1972, 1982 1996, 2000, 2012                  |
| Picos                                 | José Néri de Sousa Gil Marques de Medeiros                              | 1988, 1996, 2000 2004, 2008, 2020                  |
| Pimenteiras                           | Pedro Alexandrino Nogueira                                              | 1958, 1982, 1992                                   |
| Piracuruca                            | Raimundo da Silva Ribeiro                                               | 1948, 1966, 1972                                   |
| Piripiri                              | Aderson Alves Ferreira                                                  | 1950, 1958, 1966                                   |
| Riacho Frio                           | Joaquim Mascarenhas Lustosa                                             | 1996, 2000, 2008                                   |
| Ribeiro Gonçalves                     | Agamenon Pinheiro Franco                                                | 2008, 2012, 2024                                   |
| Santa Cruz do Piauí                   | Jurandir Martins dos Santos                                             | 1996, 2004, 2008                                   |
| Santa Filomena                        | Antônio Luís Avelino                                                    | 1950, 1962, 1976                                   |
| Santa Luz                             | José Lima de Araújo                                                     | 2004, 2008, 2020                                   |
| Santo Inácio do Piauí                 | Djalma César do Nascimento                                              | 1972, 1982, 1992                                   |
| São Gonçalo do Piauí Angical do Piauí | Valmir Alves da Cruz                                                    | 1966 1982, 1992                                    |
| São Gonçalo do Piauí                  | Luís de Sousa Ribeiro                                                   | 1988, 1996, 2000                                   |
| São João da Canabrava                 | Pedro Isidoro Neto                                                      | 1988, 1996, 2000                                   |
| São João da Fronteira                 | José Lincoln de Sousa Meneses                                           | 1996, 2000, 2016                                   |
| São João da Serra                     | Flávio Santana Correia Lima                                             | 1982, 1996, 2004                                   |
| São João do Piauí                     | Claudionor Paes Landim de Oliveira                                      | 1966, 1972, 1992                                   |
| São José do Peixe                     | Valdemar dos Santos Barros                                              | 1992, 2012, 2016                                   |
| São José do Piauí                     | Francisco Jacó Ferreira                                                 | 1988, 1996, 2000                                   |
| São Julião                            | Carlos Alberto Bezerra de Alencar                                       | 1988, 1996, 2000                                   |
| São Miguel do Tapuio                  | Manoel Evaristo de Paiva                                                | 1934, 1950, 1966                                   |
| São Pedro do Piauí                    | Cantidiano Ferreira Soares Davina Gonçalves Cordeiro Veloso             | 1962, 1970, 1976 1982, 1996, 2000                  |
| São Raimundo Nonato                   | Avelar de Castro Ferreira                                               | 2000, 2004, 2012                                   |
| Socorro do Piauí                      | José Antônio Coelho                                                     | 1982, 2000, 2004                                   |
| Sussuapara                            | Miguel Ferreira da Rocha                                                | 1996, 2000, 2008                                   |
| Tamboril do Piauí                     | Benjamim Valente Filho                                                  | 2000, 2004, 2012                                   |
| Teresina                              | Raimundo Wall Ferraz Sílvio Mendes de Oliveira Filho                    | 1975, 1985, 1992 2004, 2008, 2024                  |
| Uruçuí                                | Elmar Leitão de Carvalho                                                | 1970, 1988, 2001                                   |
| Valença do Piauí                      | Joaquim Matias Lima Verde                                               | 1972, 1982, 1992                                   |
| Várzea Branca                         | José Carlos da Silva                                                    | 1992, 2000, 2004                                   |
| Vila Nova do Piauí                    | Arinaldo Antônio Leal                                                   | 2000, 2004, 2012                                   |